# Oscar Busch
Oscar Busch, auch Oskar Busch, (* 27. Januar 1830 in Dresden; † 1916) war ein deutscher Lehrer. Er war Professor an der Landesschule St. Afra in Meißen.

## Leben
Nach dem Besuch der Schule in seiner Heimatstadt besuchte er das Lehrerseminar und promovierte zum Dr. phil. 1856 erhielt er seine erste Stelle als Lehrer am Krauseschen Institut in Dresden. Am 28. April 1862 wurde Oscar Busch zum 9. (und damit letzten) Oberlehrer an die Königliche Landesschule zu Meißen berufen, wo er später als fünfter Professor und Klassenlehrer der Obersekunda bis zum Jahre 1874 wirkte.
Er veröffentlichte in dieser Zeit mehrere Englisch-Lehrbücher, die teilweise in mehreren Auflagen erschienen. Sein bekanntestes Werk wurde das Handbuch der englischen Umgangssprache, das er gemeinsam mit Henry Skelton nach einem neuen und gleichzeitig vereinfachten Plan bearbeitet hatte. Außerdem publizierte Oscar Busch über das Handwerk im Altertum.
1874 ging Oscar Busch als Konrektor nach Chemnitz und später als Rektor an das Königliche Gymnasium in die Stadt Plauen im sächsischen Vogtland, wo er bis zu seinem Tode im Jahre 1916 wirkte. Testamentarisch stiftete er den beiden Schulen, an denen er tätig war, größere Geldbeträge, so 5000 Reichsmark der Landesschule in Meißen.

## Schriften (Auswahl)
- Manual of German conversation, Leipzig 1855; 2. Aufl. 1861.
- mit Henry Skelton: Handbuch der englischen Umgangssprache. Eine ausgewählte und umfassende Sammlung von Redensarten über die gewöhnlichen Begriffe und Gegenstände des Lebens. Nach einem neuen und vereinfachten Plane bearbeitet, F. A. Brockhaus, Leipzig 1855; 3. Aufl. 1866.
- Das Handwerk im Alterthum. In: Der Grenzbote Jg. 1860, Nr. 41–43.
- Quaestiones Euripideae, Part. I. Programm, Meißen, 1868.